# Школы Картини

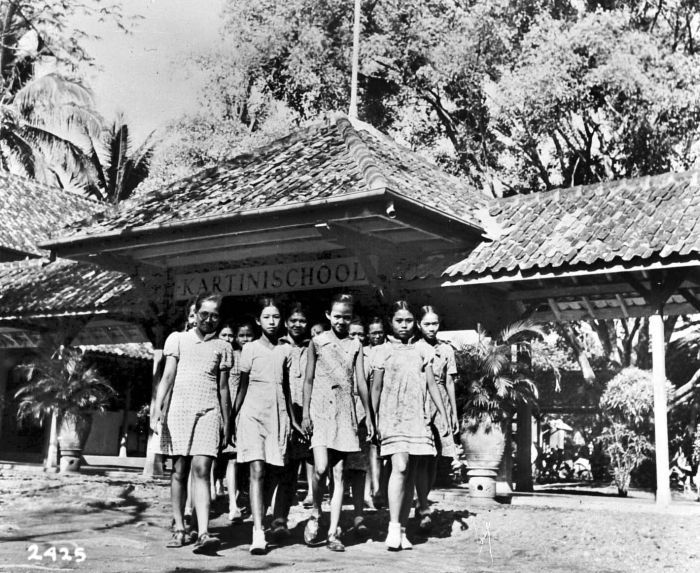
Школа Картини в Джакарте

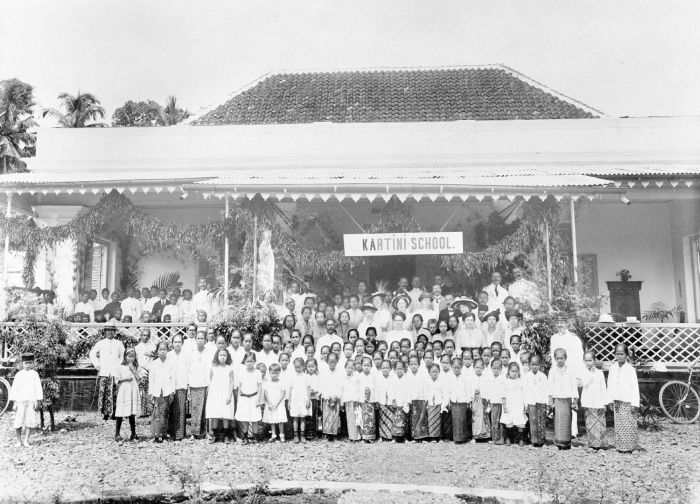
Открытие школы Катрини в Буитценборге (Богор), май 1915 г.

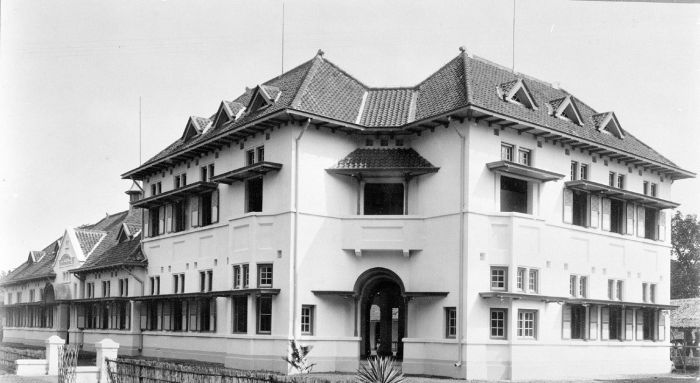
Здание школы Катрини в Буйтензорге (открыта в 1918 году)

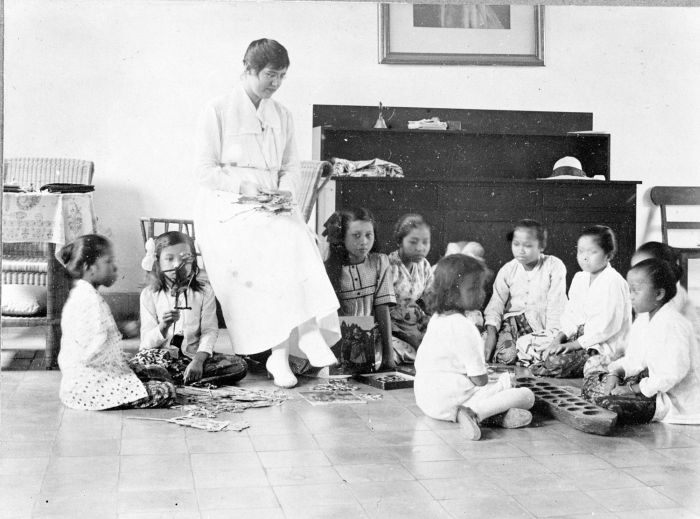
Учебный класс

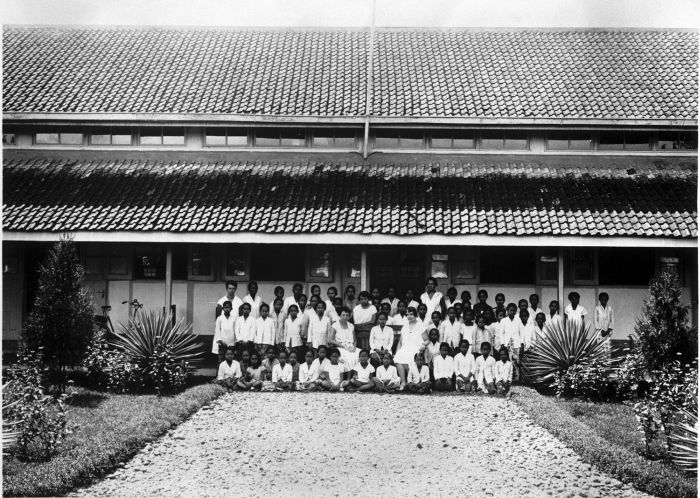
Школа картини в Маланге

Школы Картини — школы для обучения девочек коренной национальности в Голландской Ост-Индии, названные в честь борца за права яванских женщин Раден Адженг Картини. Были открыты на волне Этической политики Нидерландов.

## История
Первая Школа Картини была открыта в Батавии (сейчас Джакарта) в 1907 году. Её поддержали генерал-губернатор Абенданон и королева Нидерландов Вильгельмина. Дополнительные школы Картини были открыты в Маланге, Черибоне, Семаранге, Богоре (тогда называвшемся Буитценборгом) и Сурабае. В школах обучались студенты из числа коренного населения, которые уже получили начальное образование.
Усилия по созданию возможностей для яванских женщин из высшего класса боролись против оппозиции со стороны консервативных голландских чиновников и яванского класса регентов (bupatis). В школах-интернатах на голландском языке работали женщины.

## Учебный план
Учебный план включал: 
- Продолжение обучения голландскому языку
- Яванский язык и литература
- География и история
- Рисование и эстетика
- Экономика дома и садоводство
- Арифметика и простая бухгалтерия
- Практичное и тонкое рукоделие
- Принципы гигиены и первой помощи
- Принципы обучения
- Пение и принципы музыкальной теории